# Archives départementales du Puy-de-Dôme
Les archives départementales du Puy-de-Dôme sont un service du conseil départemental du Puy-de-Dôme, chargé de collecter les archives, de les classer, les conserver et les mettre à la disposition du public.
Les archives sont situées dans le quartier de Croix-de-Neyrat, dans le nord de Clermont-Ferrand.

## Histoire
Les archives départementales du Puy-de-Dôme sont installées depuis 1991 dans un bâtiment qui a fait l’objet d’importants travaux d’extension et de rénovation en 2019 et 2020. La capacité de stockage passe alors de 38 à 52 km.

## Directeurs
- ?-1882 : Michel Cohendy
- 1881-1882 : Gustave Guilmoto
- 1882-1924[3] : Gilbert Rouchon
- 1924-1949 : Pierre-François Fournier
- 1949-1979[4] : Roger Sève
- 1979-1995 : Francine Leclercq
- 1995-2017[5] : Henri Hours (à ne pas confondre avec son père Henri Hours)
- Depuis 2017 : Pierre-Frédéric Brau

## Missions

### Collecter pour préserver
Chaque année en moyenne, 600 mètres linéaires sont collectés.

### Classer et décrire pour connaître
430 instruments de recherche sont disponibles en ligne.

### Conserver pour transmettre
Les agents des archives départementales travaillent à conserver les archives sous toutes leurs formes (tous supports) confiées à leur garde. L'atmosphère est contrôlée dans les magasins, les documents sont reconditionnés dans des boîtes et chemises neutres, les plus fragiles ou les plus consultés sont numérisés, et les documents sont restaurés si c'est nécessaire.

### Communiquer pour donner accès
La salle de lecture peut accueillir 66 personnes et 28 millions de pages sont vues sur le site web de l'institution chaque année (6 millions de pages numérisées en 2021).

## Pour approfondir